# SN 2010dj
SN 2010dj – supernowa odkryta 12 maja 2010 roku w galaktyce A115734+2442. W momencie odkrycia miała maksymalną jasność 18,50m.